# جسیکا پرونل
جسیکا پرونل (به انگلیسی: Jessica Prunell) (زاده ۲۵ آوریل ۱۹۷۷) وکیل و بازیگرسابق آمریکایی است.
از فیلم‌های معروف او می‌توان به بازی در فیلم متولد چهارم ژوئیه اشاره کرد.